# Juabite
La juabite è un minerale.

## Etimologia
Prende il nome dalla zona di rinvenimento: la miniera Centennial Eureka, nella Contea di Juab dello stato dello Utah